# إدوارد إتش. ريبلي
إدوارد إتش. ريبلي هو سياسي أمريكي، ولد في 11 نوفمبر 1839 في روتلاند في الولايات المتحدة، وتوفي بنفس المكان في 14 سبتمبر 1915. نشط حزبياً في الحزب الجمهوري. وقد انتخب عضو مجلس نواب فيرمونت ‏.